# Церковь Богоматери и Святого Петра (Гент)
Церковь Богоматери и Святого Петра (нидерл. Sint-Pietersabdijkerk, фр. Saint-Pierre de Gand) — католическая церковь в городе Гент (Бельгия). Церковь расположена на площади Святого Петра (нидерл. Sint-Pietersplein).

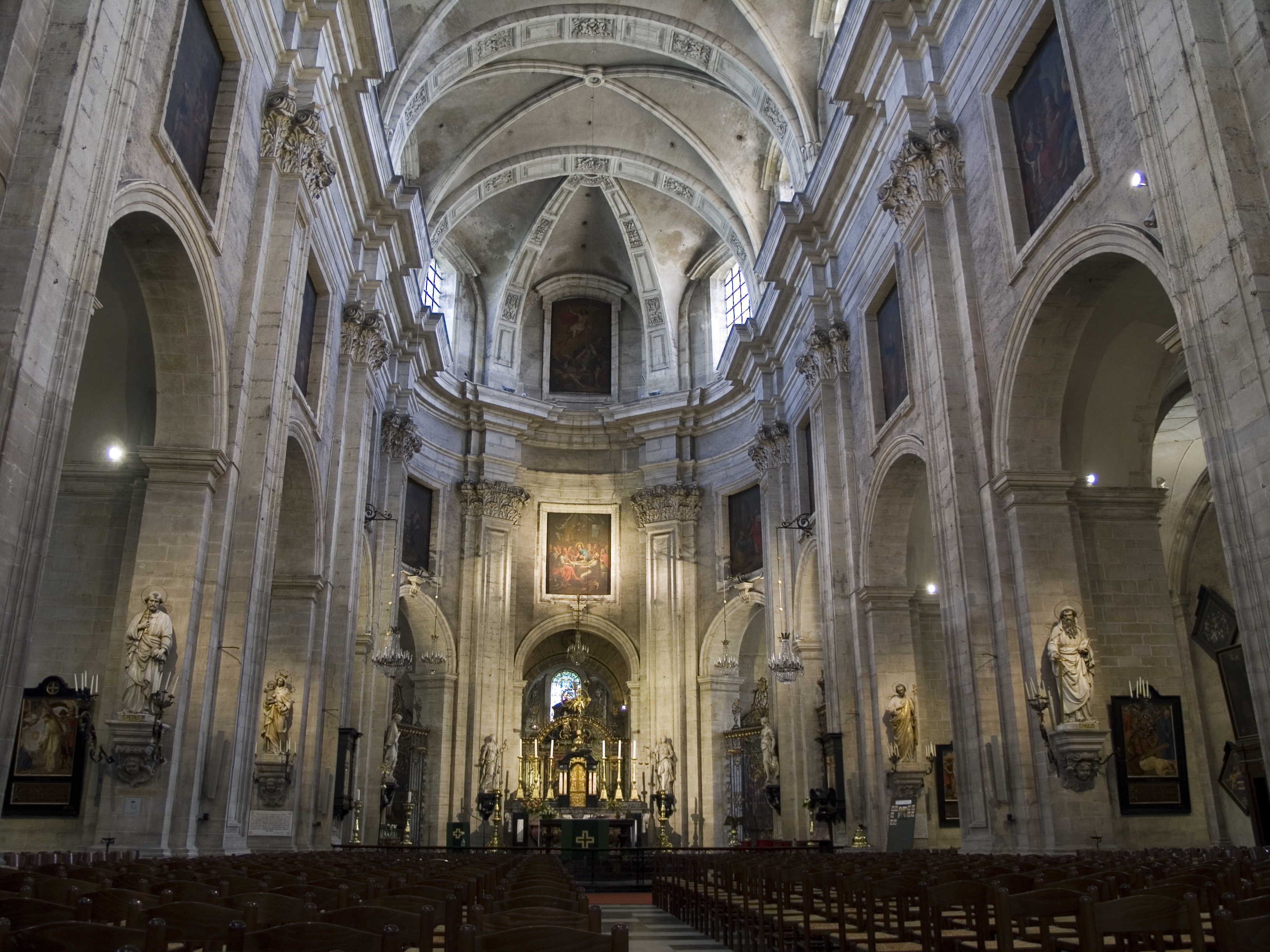
Интерьер церкви

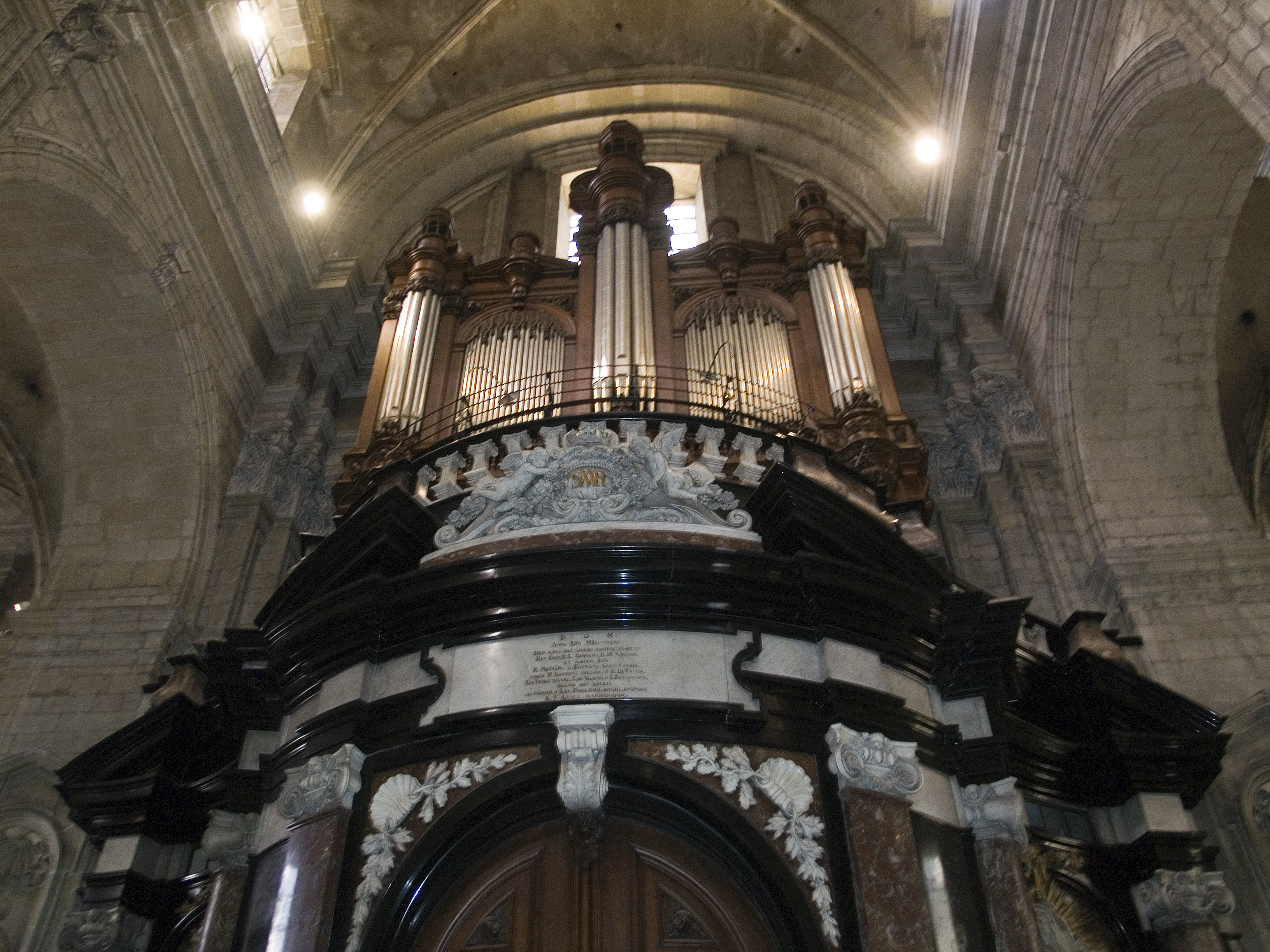
Орган Ван Петегема

## История
Примерно в 630 году Святой Аманд пришёл в Гент и основал два аббатства: Святого Бавона (на пересечении рек Лис и Шельда) и Святого Петра на холме Бландейнберг (in monte Blandinio) — самом высоком пункте в Генте с обширным видом на долину реки Шельды. Первым аббатом стал Флоберт — один из учеников Святого Аманда.
В 811 году Карл Великий реконструировал аббатство Святого Петра и дал ему право власти и собственности. После нападений викингов, в 975 году, граф Фландрии Арнульф Великий освятил новую церковь, построенную в 941 году.
В период с X по XII века аббатство приобрело власть, уважение и влияние. На рубеже XII и XIII веков была построена церковь Святого Петра в романском стиле. Но это время оказалось тяжёлым для аббатства вследствие экономического кризиса и религиозных конфликтов XIII века.
В XIV-XV веках снова наступил удачный период для аббатства благодаря его обширному землевладению. XVI век был отмечен религиозными смутами, в 1566 году аббатство и церковь сильно пострадали от иконоборческого движения.
В 1629 году под руководством аббата Шайка, епископ Трис заложил первый камень барочной церкви. На помощь в строительстве были призваны иезуитский монах и архитектор Питер Хёйссенс (1577—1637). Работы выполнялись под защитой и покровительством эрцгерцога Фридриха и эрцгерцогини Изабеллы, а вдохновением послужили проекты Иль-Джезу и Святого Петра в Риме.
В конце XVIII века Французская революция положила конец вековому существованию аббатства. 1 ноября 1796 года последние монахи были изгнаны, а их имущество конфисковано. С этого момента помещения комплекса были отданы под казармы для солдат, а церковь стала музеем.
Церковь Богоматери, которая являлась тогда приходской, была полностью разрушена в 1799 году, а церковь (аббатство) Святого Петра, которая была спасена благодаря одному жителю Гента — Карлу Ван Хюлтему, использовалась в качестве музея живописи.
После декрета 13 января 1810 года, когда богослужение было восстановлено, церковь стала также приходом Святого Петра и получило двойное название — «Церковь Богоматери и Святого Петра».
С 1860 по 1894 годы проводились крупные реставрационные работы. В нижней части церкви был постелен мраморный пол. Реставрация внешней стороны купола была проведена в последний раз в 1969—1972 годах, в 1975 году были отремонтированы колокольня, крыша и фасады, а в 2008 году — внутренний купол.
Согласно досье 1995 года реставрационные работы должны коснуться западного фасада (передней части) и южного фасада (части аббатства), а также должен быть полностью освежён интерьер помещений.
Некоторые картины на заднем плане (в том числе работы Квеллинуса и Де Лиммакера) были повреждены из-за ремонтных работ и воды. Для этого также намечена реставрация и заведены досье.
Монументальный орган Ван Петегема был построен в 1847—1848 годах Пьером Ван Петегемом — потомком знаменитого рода органных мастеров.